# Aspidiotus pothos
Aspidiotus pothos är en insektsart som beskrevs av Sadao Takagi 1969. Aspidiotus pothos ingår i släktet Aspidiotus och familjen pansarsköldlöss. Inga underarter finns listade i Catalogue of Life.